# Весёлое (село, Бахмачский район)
Весёлое (укр. Веселе) — село, расположенное на территории Бахмачского района Черниговской области (Украина).
Население составляет 116 жителей (2006 год). Плотность населения — 166 чел/кв.км.
Впервые упоминается в 1917 году.
Село Весёлое находится примерно в 18 км к югу от центра города Бахмач. Средняя высота населённого пункта — 138 м над уровнем моря. Село находится в зоне умеренно континентального климата.
Национальный состав представлен преимущественно украинцами, конфессиональный состав — христианами.